# Карл Пач
Карл (Лудвиг) Пач (Ковач, 14. септембар 1865 — Беч, 21. фебруар 1945) познат и као Карло Пач био је аустријски слависта, археолог и историчар.

## Порекло
Пачова породица потиче из Тирола. У 18. веку један огранак се иселио у Беч, одакле је ступио у службу чувеног чешког велепоседника и индустријалца грофа Врбна-Фројдентала. На добрима ове чешке племићке породице радили су и Пачов деда и отац. Обојица су имали пуно деце. Пачов отац је био пети син од тринаесторо деце. Са својом супругом Антонијом Типлт, ћерком једног кулака, имао је деветоро деце.

## Живот и дело
Карло Пач је рођен на поседу Ковач код Јирчина североисточно од Прага 14. септембра 1865. Његов отац Лудвиг Пач се 1870. године запослио као управник дистрикта код пољског кнеза Лубартович-Сангушког, па се преселио у Марачовској код Славуте (Волинија). Убрзо је постао главни директор кнежевских поседа.
Пачова породица се 1874. преселила у градић Славуту. Први час је слушао у тамошњој евангелистичкој школи, у којој је с лакоћом научио пољски и руски, јер је добро знао чешки. Даље образовање добио је у Пијаристичкој гимназији у Прагу (1877—1885). Иако није била по његовој мери, она је пробудила у њему склоност према историји и географији. После завршетка гимназије, уписао је студије историје и географије на Прашком универзитету 1885. Прашки универзитет је у почетку изневерио његова очекивања, али је касније пронашао своје место у семинару професора античке историје Јулијуса Јунга (1851—1910). Осим историје и географије, слушао је и класичне језике. Од својих професора радо се сећао архивисте Антона Гинделија. Докторирао је код Јунга на тему „Страбонови извори за историју свог доба“ 12. фебруара 1889. Уз помоћ археолога Вилхелма Клајна Пач је идућег летњег семестра наставио студије на Бечком археолошко-епиграфском семинару код Ојгена Бормана и Отоа Бендорфа. Овде је током школске године 1889/90. био стипендиста, а 1890/91. и 1891/92. асистент. Поново је слушао предавања из свих грана историје, географије, археологије, историје уметности и класичне филологије. Године 1891. постао је члан студентског братства Молдавија Беч. Студијска путовања су га одвела у Истру и Босну.
Резултате са ових путовања објавио је у Археолошко-епиграфским обавештењима из Аустро-Угарске. Полагањем наставничког испита у Инзбруку, стекао је способност за извођење наставе главних предмета историје и географије и споредног предмета немачког и испунио предуслов за путну стипендију. У пролеће 1893. отпутовао је у Италију. У Риму се упознао са Кристијаном Хилзеном, а у Напуљу и Помпеји се дружио са Аугустом Мауом. Остао би и другу годину у Италији и после отишао у Грчку, али је хтео стално запослење. У јесен 1893. постављен је за наставника гимназије у Сарајеву са задатком да се стара и за археолошке налазе у Босни. Наредних година забележио је значајна открића. Године 1895. нашао је светилиште илирског бога извора Бинда на извору Привилице код Бихаћа, а 1897. митреум у Коњицу. Оженио се Зором Јакопец из Самобора 1894. С њом је имао сина и ћерку.
Године 1898. добио је одсуство из школске службе и именован за кустоса Земаљског Музеја Босне и Херцеговине. Од 1899. до 1914. спроводио је обимна ископавања и конзерваторске радове у Могорјелу. Године 1902. постао је члан Немачког, а 1905. Аустријског археолошког института. Године 1904. основао је Институт за истраживање Балкана, чији је директор био до краја Првог светског рата, када га је укинула Народна влада Босне и Херцеговине (27. новембар 1918).
Пач се због тога вратио у Беч, где је 1. марта 1920. добио звање предавача регионалне географије и етнологије, политичке историје, политичке и економске историје Југоисточне Европе на Високој школи за светску трговину. Године 1921. именован је за редовног професора словенске историје и археологије на Бечком универзитету. На молбу албанских власти основао је Народни музеј у Тирани.
Године 1924. именован је за дописног, а 1928. за редовног члана Аустријске академије наука. Када је отишао у пензију 1934, био је високо цењен стручњак за антику на Балкану. Од 1936. до 1940. био је председник антикварског одељења Балканске комисије. Године 1941. изабран је за иностраног члана Бугарске академије наука.
Настрадао је 21. фебруара 1945. приликом ваздушног напада на Беч. С њим страдала и његова ћерка.

## Одабрани списи
- Die Lika in römischer Zeit, Schriften der Balkankommission, Antiquarische Abteilung, 1. Wien 1900
- Das Sandschak Berat in Albanien, Schriften der Balkankommission, Antiquarische Abteilung, 3. Wien 1904
- Zur Geschichte und Topographie von Narona, Schriften der Balkankommission, Antiquarische Abteilung, 5 (1907)
- Archäologisch-epigraphische Untersuchungen zur Geschichte der römischen Provinz Dalmatien, Wiss. Mitt. aus Bosnien und d. Hercegovina, 8 Folgen in 4–12 (1896–1912)
- Beiträge zur Völkerkunde von Südosteuropa, 6 Bände, 1925–1937
- Historische Wanderungen im Karst und an der Adria. I. Teil: Die Herzegowina einst und jetzt, 1922
- Der Kampf um den Donauraum unter Domitian und Trajan, Hölder-Pichler-Tempsky, Wien 1937